# رحمت أباد (خبريز)
رحمت أباد (بالفارسية: رحمت‌آباد) هي قرية تقع في إيران في قسم خبریز الريفي. يقدر عدد سكانها بـ 249 نسمة .